# Raffaele Manardi
Raffaele Manardi (Amandola, 10 maggio 1913 – Roma, 15 gennaio 1975) è stato un bobbista italiano.

## Biografia
Nel febbraio 1935 vinse i campionati italiani di bob con il bob a quattro del GUF Milano, insieme a Dario Poggi, Della Beffa e Edgardo Vaghi.
Partecipò ai Giochi olimpici di Garmisch-Partenkirchen 1936, nella gara a quattro, chiudendo al 10º posto.